# Radio Vaticana
Radio Vaticana è un'emittente radiofonica cattolica della Santa Sede. Ha sede nello Stato della Città del Vaticano in piazza Pia n. 3, e stabilimenti a Santa Maria di Galeria, nei pressi di Cesano, a beneficio di extraterritorialità.
L'emittente è membro fondatore della EBU-UER (Eurovision) dal 1950.

## Caratteristiche
Compito principale della radio è quello di diffondere con libertà, fedeltà ed efficacia il messaggio cristiano e di collegare il centro della cattolicità con i diversi Paesi del mondo. Trasmette in quarantacinque lingue e in diverse modalità, che permettono la diffusione in tutto il mondo.
Pur riflettendo l'opinione della Chiesa cattolica, non è sempre stato un suo organo ufficiale d'informazione, di conseguenza era direttamente responsabile dei contenuti che diffondeva; è però stata sin dalla costituzione una delle tre fonti ufficiali per la diffusione delle notizie riguardanti la Santa Sede, insieme con L'Osservatore Romano e il Centro Televisivo Vaticano, oggi Vatican Media.
La gestione è affidata al Dicastero per la Comunicazione della Curia romana. Il direttore ad interim, da marzo 2016 a dicembre 2017 è Giacomo Ghisani. Padre Federico Lombardi direttore generale dal 5 novembre 2005 lascia l'incarico il 29 febbraio 2016. Dal 2 settembre 2019 Massimiliano Menichetti è il responsabile della testata Radio Vaticana - Vatican News.
La Radio è membro attivo e fondatore dell'UER (Unione europea di radiodiffusione) e dell'UAR (Unione Africana di Radiodiffusione). Fa parte dell'Associazione Cattolica Mondiale per la Comunicazione SIGNIS, della Conferenza Europea delle Radio Cristiane CERC e della Comunità Radiotelevisiva Italofona. Nel settore radiofonico rappresenta la Santa Sede – Stato della Città del Vaticano presso l'UIT (Unione internazionale delle telecomunicazioni) la CEPT (Conferenza Europea delle Amministrazioni delle Poste e delle Telecomunicazioni) e presso l'ITSO (International Telecommunications Satellite Organization).

## Storia

Guglielmo Marconi e papa Pio XI con il trasmettitore a onde ultracorte in Vaticano a Castel Gandolfo.

La Radio fu inaugurata da papa Pio XI con il radio messaggio "Qui arcano Dei" il 12 febbraio 1931. di tale evento restano soltanto delle fotografie poiché lo stesso Pio XI vietò ad altri produttori come la Paramount di filmare l'evento poiché l'istituto luce, del quale si fidava e a cui quattro anni prima aveva affidato un documentario sui Patti Lateranensi diffuso in 4000 copie in tutto il mondo, non aveva ancora operato la conversione al sonoro.
A Guglielmo Marconi fu affidata inizialmente la realizzazione della struttura radiofonica ed al fisico e presbitero Giuseppe Gianfranceschi la direzione, incarico che mantenne fino alla morte nel 1934. Egli istituì uno dei primi programmi, in latino, intitolato "Scientiarum Nuncius Radiophonicus", in cui trattò le più recenti novità del tempo in campo fisico e sperimentale. I Gesuiti, fino al "Motu Proprio" di Papa Francesco, ne hanno curato la gestione.
Nel 1932 viene inaugurato un collegamento a onde ultracorte fra Vaticano e Castel Gandolfo.
Nel 1939, dopo la morte di Pio XI, la Radio seguì il conclave e poi la cerimonia di insediamento del nuovo pontefice, Pio XII. Nel corso della Seconda guerra mondiale la radio si rivelò - nonostante il tentativo di ridurla in silenzio da parte del ministro tedesco della propaganda Joseph Goebbels - un importante strumento d'informazione: durante gli anni di guerra vennero infatti trasmessi appelli per ritrovare civili e militari dispersi durante il conflitto; si stima che dal 1940 al 1946 furono inviati oltre 1.200.000 messaggi, pari a più di 12.000 ore di trasmissione.
Dopo la fine del conflitto e all'inizio della guerra fredda vennero introdotti programmi in altre lingue.
Nel 1950 iniziano i programmi verso l'africa. 
Solo nel 1961 i vari Paesi hanno iniziato a ricevere regolarmente notizie dal Papa e dalla Chiesa universale e dalle chiese locali. Le trasmissioni erano erogate in inglese, francese, portoghese, arabo e kiswahili cui poi si aggiunsero l'amarico e il tigrino. Dopo il Vaticano II iniziarono quelle in francese dirette verso l'Africa e il Madagascar.
Nel 1957 Pio XII inaugurò il Centro Trasmittente di Santa Maria di Galeria, che dall'8 ottobre 1951 rientrava tra le zone extraterritoriali della Santa Sede in Italia, ancora oggi in funzione. Si incrementarono le trasmissioni rivolte verso Africa, America Latina e Asia. Dopo l'elezione di papa Giovanni XXIII la Radio dedicò in trenta lingue le trasmissioni ai lavori del Concilio Vaticano II.
Nel 1964 la Radio Vaticana seguì il primo viaggio di un Papa all'estero: il viaggio in Terra santa di papa Paolo VI. Sotto Paolo VI la Radio collocò parte dei suoi uffici nella nuova sede di Palazzo Pio, all'inizio di via della Conciliazione.
Nel 1970 la Radio Vaticana trasmetteva per 20 ore al giorno, in 32 lingue. In quel periodo, mentre nei programmi Rai infuriava la censura, Radio Vaticana mandò in onda brani di Fabrizio De André e di altri cantautori vietati nella televisione e nella radio di stato. L'esempio più famoso riguarda il brano Dio è morto di Francesco Guccini, trasmesso da questa emittente radiofonica già nel 1967 quando fu cantata per la prima volta da I Nomadi. Il primo brano di musica leggera trasmesso da questa rete fu Ragazzo triste di Patty Pravo nel 1966.
Negli anni novanta hanno avuto inizio le trasmissioni satellitari e quelle via Internet. Migliaia di emittenti di vario genere e dimensione, soprattutto cattoliche, ritrasmettono i programmi della Radio Vaticana.
Nel 2006 la Radio ha festeggiato il suo settantacinquesimo anniversario con la visita di papa Benedetto XVI. In quel periodo vi lavoravano circa quattrocento persone di sessanta nazionalità differenti, con trasmissioni autonome in trentotto lingue.
Dal mese di luglio 2009 la radio per la prima volta, a causa dei bilanci in rosso, ha introdotto nelle proprie trasmissioni la pubblicità, garantendo che in nessun modo i messaggi del papa saranno interrotti. Inoltre attiva, tramite il Centro Televisivo Vaticano, un canale su YouTube dal nome The Vatican. Nel 2010 attiva su Twitter alcuni profili in 6 lingue differenti.
Nel 2014 è stata completata la digitalizzazione delle registrazioni sonore relative ai pontefici. L'archivio, denominato «La voce dei Papi», raccoglie le voci dei pontefici da Pio XI ad oggi.
Dal maggio 2014 al dicembre 2016 sono state progressivamente dismesse le antenne di Santa Maria di Galeria che irradiavano il segnale dell'onda media su 1530 kHz con programmi destinati all'Italia, all'Europa e al bacino del Mediterraneo.
Il 27 giugno 2015 papa Francesco, con una lettera apostolica in forma di "Motu Proprio" avvia la convergenza dei media vaticani, la Radio Vaticana entra all’interno di un sistema editoriale, gestito oggi dal Dicastero per la comunicazione, che è parte integrante della Curia Romana.
Per rafforzare il sodalizio fra Chiesa e esperantisti, da molti anni la Radio Vaticana trasmette anche nella lingua ausiliaria esperanto, sotto il nome di Radio Vatikana. Le trasmissioni in latino, che erano state interrotte nel marzo 2017, ad eccezione della Messa trasmessa alle 7.00 del mattino, sono riprese in forma più moderna, con notiziari ed approfondimenti, dal luglio 2019.

## Lingue di diffusione
Le lingue in cui trasmette la Radio Vaticana sono 41 (dato del 1º febbraio 2021)
- Albanese
- Amarico
- Arabo
- Armeno
- Bielorusso
- Bulgaro
- Ceco
- Cinese
- Croato
- Ewondo
- Esperanto
- Francese
- Hindi
- Inglese
- Italiano
- Kikongo
- Kinyarwanda
- Kirundi
- Kiswahili
- Latino
- Lettone
- Lingala
- Lituano
- Malayalam
- Malgascio
- Polacco
- Portoghese
- Romeno
- Russo
- Slovacco
- Sloveno
- Somalo
- Spagnolo
- Tamil
- Tedesco
- Tigrino
- Tshiluba
- Ucraino
- Ungherese
- Vietnamita

### Radiogiornale
L'informazione di Radio Vaticana è diffusa in numerose lingue in precisi orari, indicati nel sito istituzionale. Il Radiogiornale in lingua italiana è trasmesso alle ore 08:00 e 14:00.

### Ritrasmissione dei programmi
Radio Vaticana, oltre a trasmettere direttamente i suoi programmi nei cinque continenti, offre la possibilità a numerose radio cattoliche e cristiane, anche commerciali, di tutto il mondo di riprendere e ritrasmettere le proprie trasmissioni con il progetto "Radio per le Radio". Le emittenti che hanno stipulato in tal senso un accordo con la direzione generale dell'emittente vaticana sono ubicate nei seguenti Paesi:
- Europa: Albania, Austria, Bosnia-Erzegovina, Bulgaria, Croazia, Finlandia, Francia, Germania, Italia, Kosovo, Lettonia, Lituania, Malta, Polonia, Portogallo, Repubblica Ceca, Romania, Russia, Serbia, Slovacchia, Slovenia, Spagna, Ucraina, Ungheria.
- Africa: Angola, Benin, Burkina Faso, Camerun, Capo Verde, Ciad, Costa d'Avorio, Gabon, Guinea-Bissau, Kenya, Mali, Madagascar, Mozambico, Namibia, Repubblica Centrafricana, Repubblica Democratica del Congo, Riunione, Sudafrica, Sudan, Togo, Uganda, Zambia.
- America: Argentina, Bolivia, Brasile, Canada, Cile, Colombia, Costa Rica, Ecuador, El Salvador, Guatemala, Haiti, Honduras, Messico, Nicaragua, Panama, Paraguay, Perù, Puerto Rico, Repubblica Dominicana, Stati Uniti, Uruguay, Venezuela.
- Asia e Oceania: Filippine, Giappone, Libano, Australia, Papuasia-Nuova Guinea, Polinesia francese.

## Pubblicazioni
La radio pubblica su CD varie raccolte:
- speciali preghiere;
- musica sacra;
- letture di Orizzonti Cristiani.

## Modalità di trasmissione

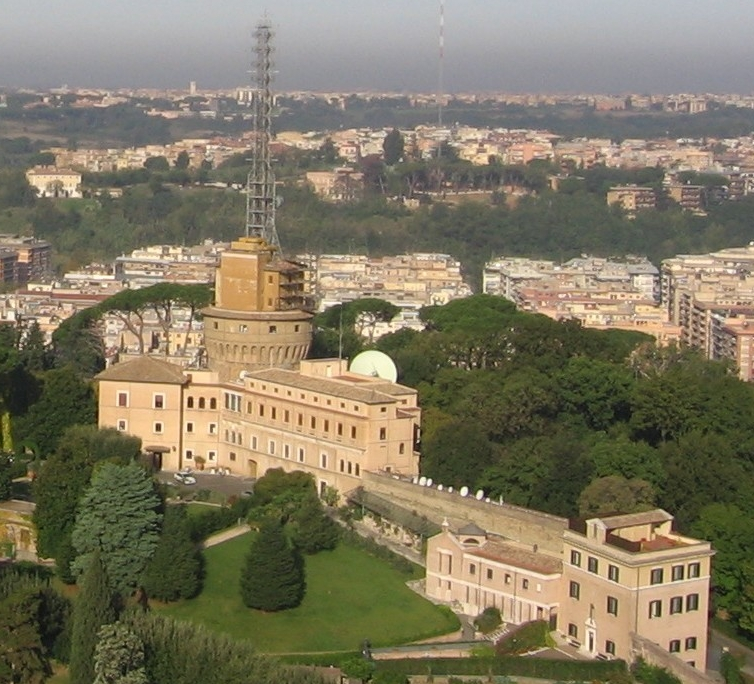
Sede storica della radio all'interno dello Stato della Città del Vaticano.

### Modulazione di frequenza
- Radio Vaticana Italia, trasmissioni con notizie in lingua italiana, francese e inglese, e con la ripetizione in alcune fasce orarie del circuito InBlu (103.8 MHz e 105 MHz per la zona di Roma e per il Lazio);

### Onde corte
- Radio Vaticana Mondo, trasmissioni per l'area del Mediterraneo, Asia e l'Africa; notiziario in lingua italiana da lunedì a sabato ore 6:00 - 6:10 UTC su 11620 kHz. Altre frequenze attivate solo in occasione di eventi dal vivo del Pontefice.

### DAB+ (digital radio)
- Radio Vaticana Italia, Radio Vaticana Europa, Radio Vaticana Mondo, in tutta Italia nelle zone raggiunte dal servizio;

### Digitale televisivo terrestre
- Radio Vaticana Italia, canale 882, Roma e parte del Lazio e Radio Vaticana Italia, canale 733, in tutta Italia.

### Satellite
- Radio Vaticana Europa, multilingue, Eutelsat Hot Bird 13°est (12054 MHz, pol.H, Sr 29900;
- Radio Vaticana Italia, italiano, Eutelsat 9B (12341 MHz, pol.V, Sr 31400)

### Internet
Attraverso 10 canali web:
- Radio Vaticana 1, per l'Europa centrale e dell'ovest;
- Radio Vaticana 2, per l'Asia e l'Africa;
- Radio Vaticana 3, per l'Europa dell'Est;
- Radio Vaticana 4, per le Americhe;
- Radio Vaticana 5, per l'Italia;

canali attivati solo in occasione di eventi live del Pontefice:
- Radio Vaticana 6, varie lingue;
- Radio Vaticana 7, varie lingue;
- Radio Vaticana 8, ambientale, senza il commento della cronaca;
- Radio Vaticana 9, varie lingue;
- Radio Vaticana 10, varie lingue;

### Mobile
Tramite applicazioni per tablet e smartphone iOS, Android, e Windows Phone, scaricabili gratuitamente.

## Controversie

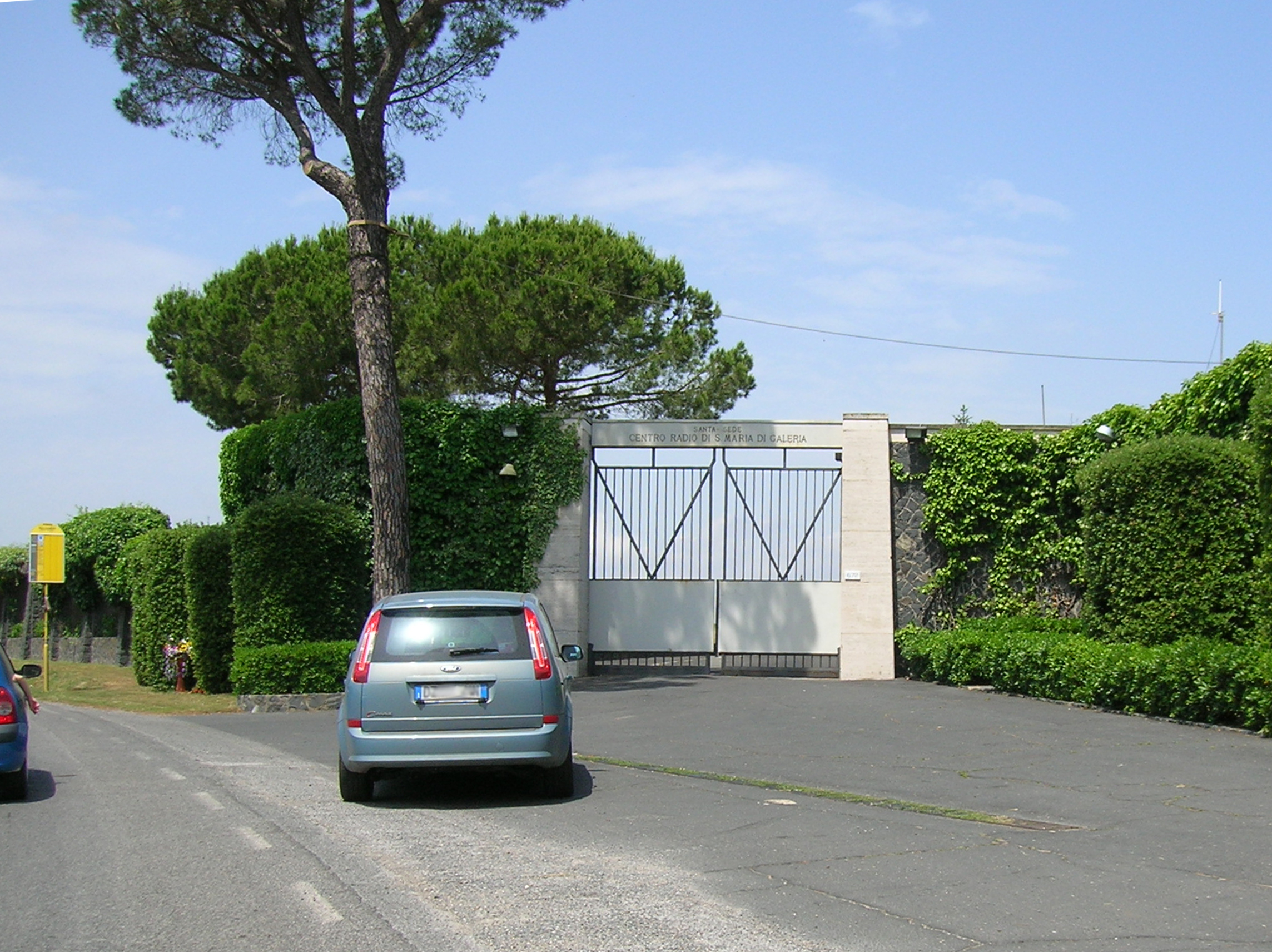
Ingresso del Centro Radio a Santa Maria di Galeria (Roma)

Radio Vaticana occupa una vasta superficie all'interno del Comune di Roma nei pressi di Cesano chiamata Santa Maria di Galeria, a beneficio di extraterritorialità, come stabilito dalla Legge n. 680 del 13 giugno 1952.
Per coprire il globo, la radio dispone di una trentina di antenne alte più di 100 metri, in grado di produrre emissioni elettromagnetiche che giungono a produrre un campo elettrico pari al doppio del limite stabilito dalla legge italiana, come è stato rilevato da una verifica ufficiale del Dipartimento Ambiente e Protezione Civile della Regione Lazio nel 1999.
Tale situazione è stata ritenuta alla base dell'elevata incidenza di leucemie fra la popolazione abitante nelle zone circostanti, come rilevato da due indagini condotte dalla Regione Lazio. Va tuttavia considerato che la correlazione tra emissioni da radiodiffusione e l'aumento d'incidenza dei tumori è controversa, e inoltre riguarderebbe tutti gli impianti di trasmissione di questo genere. Nel 2019 un report dell'Istituto Superiore di Sanità basato su studi svolti all'estero ha affermato, tra l'altro, che "l'ipotesi di un'associazione tra esposizione ai campi RF generati da antenne radio-televisive ad alta potenza e incidenza di leucemia infantile, suggerita da alcune analisi di correlazione geografica, non appare confermata dalle indagini epidemiologiche". Altri studiosi individuano differenti cause ambientali per l'aumento dei tumori.
I comuni confinanti come Anguillara Sabazia si sono dotate dai primi anni 2000 di una o più sonde di rilevamento, in grado di apprezzare le frequenze nella banda dai 100 Mhz ai Gigahertz, proprie delle trasmissioni telefoniche, ma non le emissioni molto più economiche ad onde a lungo raggio e frequenza medio-basse, come quelle scelte da Radio Vaticana nell'intorno dei 10 MHz, che si sovrappongono a quelle della vicina base militare di La Storta. L'attrezzatura necessaria alla rilevazione presenta un costo inaccessibile per le finanze delle comunità locali.

### Condanna definitiva per "getto pericoloso di cose"
Nel 1999, dopo una denuncia della ASL, è stato aperto un procedimento contro Radio Vaticana per "getto pericoloso di cose" (art. 674 C.P.), concluso il 24 febbraio 2011: la Corte di cassazione ha confermato la sentenza della II Corte d'Appello di Roma, la quale certifica che "sono stati superati i limiti di esposizione e i valori di attenzione previsti da tutte le leggi speciali in materia", riconoscendo tuttavia la sopravvenuta prescrizione nei confronti dell'unico imputato superstite, cardinale Roberto Tucci (ex presidente del comitato di gestione di Radio Vaticana), e il non luogo a procedere per padre Pasquale Borgomeo (ex direttore generale), in quanto deceduto nel 2009, ma condannando l'emittente al risarcimento dei danni.
Il 9 giugno 2011 è stata depositata, dalla IV Sezione Penale, la sentenza n. 23262, che respinge definitivamente l'istanza di ricorso presentata presso la Corte d'Appello di Roma dai legali degli imputati: le motivazioni affermano che risulta provato "il carattere indubitabile, intenso e disturbante delle emissioni di onde" da parte di Radio Vaticana, causa delle molestie arrecate agli abitanti di Cesano, ed è accertata la consapevolezza dei due imputati che, pur responsabili delle emissioni, non ne dismisero la produzione.

### Procedimento penale per omicidio colposo e lesioni colpose
Nel marzo 2001 la Procura della Repubblica di Roma ha aperto una seconda inchiesta, inizialmente a carico di ignoti, per omicidio colposo, tesa ad accertare la relazione di causa ed effetto tra l'incidenza delle leucemie e le morti per cancro avvenute nella zona e la potenza degli impianti di Radio Vaticana. Nell'ottobre 2003 il cardinale Roberto Tucci, padre Pasquale Borgomeo e Costantino Pacifici ricevono avvisi di garanzia in quanto indagati per i ruoli rivestiti all'interno dell'emittente, rispettivamente presidente del comitato di gestione, direttore generale e vicedirettore tecnico.
Il 13 novembre 2010 si è concluso l'incidente probatorio richiesto nel 2006 dalla Procura. I risultati indicano una associazione «coerente, importante e significativa» di rischio di morte per leucemia o di rischio di ammalarsi di leucemia, linfoma e mieloma per lunga esposizione residenziale ai ripetitori dell'emittente della Santa Sede fino a 12 chilometri di distanza da questa. L'accertamento è stato condotto da Andrea Micheli, della Fondazione IRCCS Istituto Nazionale dei Tumori di Milano. Radio Vaticana ha presentato la perizia dei propri consulenti Umberto Veronesi, Direttore Scientifico dell'Istituto Europeo di Oncologia e Susanna Lagorio, Primo Ricercatore del Centro Nazionale di Epidemiologia, nella quale si criticano i metodi usati nell'incidente probatorio.
Nel giugno 2012 padre Federico Lombardi, portavoce ufficiale della Sala Stampa Vaticana, ha annunciato che dal 1º luglio 2012 sarebbero cessate le trasmissioni in onde medie e in onde corte rivolte al continente europeo e al Nord America, spiegando come "ciò rientri nelle nuove strategie che prevedono la copertura tramite ritrasmissioni da parte di radio regionali e locali e l'accesso via Internet".